# تشاه متك (رباطات)
تشاه متك (بالفارسية: چاه متک) هي قرية تقع في إيران في قسم رباطات الريفي. يقدر عدد سكانها بـ 90 نسمة بحسب إحصاء 2016.